# Mendidius bispinifrons
Mendidius bispinifrons är en skalbaggsart som beskrevs av Edmund Reitter 1889. Mendidius bispinifrons ingår i släktet Mendidius och familjen Aphodiidae. Inga underarter finns listade i Catalogue of Life.